# Tampa Open 1981
Il Tampa Open 1981 è stato un torneo di tennis giocato sul cemento. È stata la 1ª edizione del torneo, che fa parte del Volvo Grand Prix 1981. Si è giocato ad Tampa negli Stati Uniti dal 9 al 15 marzo 1981.

## Campioni

### Singolare maschile
Mel Purcell ha battuto in finale  Jeff Borowiak con il punteggio di 4–6, 6–4, 6–3

### Doppio maschile
Bernard Mitton /  Butch Walts hanno battuto in finale  David Carter /  Paul Kronk con il punteggio di 6–3, 3–6, 6–1